# ماجراهای علاءالدین و چراغ جادو
ماجراهای علاءالدین و چراغ جادو فیلمی به کارگردانی پرویز نوری و نویسندگی مسعود چم آسمانی ساختهٔ سال ۱۳۵۷ است.

## بازیگران
- رضا ارحام صدر
- جوانه جلیلوند
- منصور جهانشاه
- پریدخت اقبالپور
- پری کربلایی
- رضا هوشمند
- محمود بصیری
- اصغر همت
- صانعی
- مسعود چم آسمانی
- میرمحمد تجدد